# 松本洋明
松本 洋明（まつもと ひろあき、1958年10月7日 - ）は、日本の財務官僚、税理士。国税庁長官官房首席監察官や、国税庁熊本国税局長を務めた。

## 人物・経歴
埼玉県出身。中央大学法学部卒業後、1981年国税庁東京国税局入局。2006年国税庁関東信越国税局秩父税務署長。国税庁東京国税局統括国税査察官、国税庁東京国税局総務部国税広報広聴室長、国税庁東京国税局総務部人事第二課長を経て、2016年国税庁長官官房首席監察官。2018年から国税庁熊本国税局長を務め、熊本地震被災者支援施策などを行った。2019年松本洋明税理士事務所税理士。2020年矢崎総業監査役。2021年科研製薬監査役。